# Tomoxia undulata
Tomoxia undulata is een keversoort uit de familie spartelkevers (Mordellidae). De wetenschappelijke naam van de soort is voor het eerst geldig gepubliceerd in 1846 door Melsheimer.